# Comètes de Laval
Maillots
Les Comètes de Laval sont un club de soccer féminin canadien représentant la région de Laval, dans la banlieue nord de Montréal au Québec. Les Comètes jouent dans la Division centrale de la Conférence Centralede la USL W-League. Les couleurs du club sont le blanc, bleu foncé et le bleu clair. Aptès la dissolution de le W-League en 2015, les comètes  évoluent une saison dans la United Women's Soccer. Le  club est dissous en 2017.

## Histoire du club
Les Comètes de Laval sont fondées en 2005 par Pierre Marchand (un homme d'affaires de Laval), après la disparition du Montréal Xtreme (en) (2004) et des Dynamites de Laval (en) (1997-2001). À Pierre Marchand se joignent  3 partenaires: l'Impact de Montréal, la Fédération de soccer du Québec et le Centre sportif Bois-de-Boulogne. Ceci afin d'assurer la viabilité financière du nouveau club féminin pour une période minimale de trois ans. Le club est créé en tant qu'organisme à but non lucratif. En octobre 2005, les contacts sont établis avec la W-League pour une nouvelle franchise. En novembre 2005, un concours est lancé pour trouver un nom à la nouvelle équipe: Des centaines de noms sont soumis au concours. Les 3 partenaires et Pierre Marchand optent pour le nom des Comètes de Laval. En janvier 2006, le club confirme le premier sponsor majeur qui se joint à l'équipe (la bière Grolsch). La présentation des couleurs de l'équipe et des premières joueuses sous contrat a lieu le 8 mars 2006,. L'organisation des Comèet est légalement un OBNL qui a pour but la promotion du soccer féminin et le développement des joueuses.

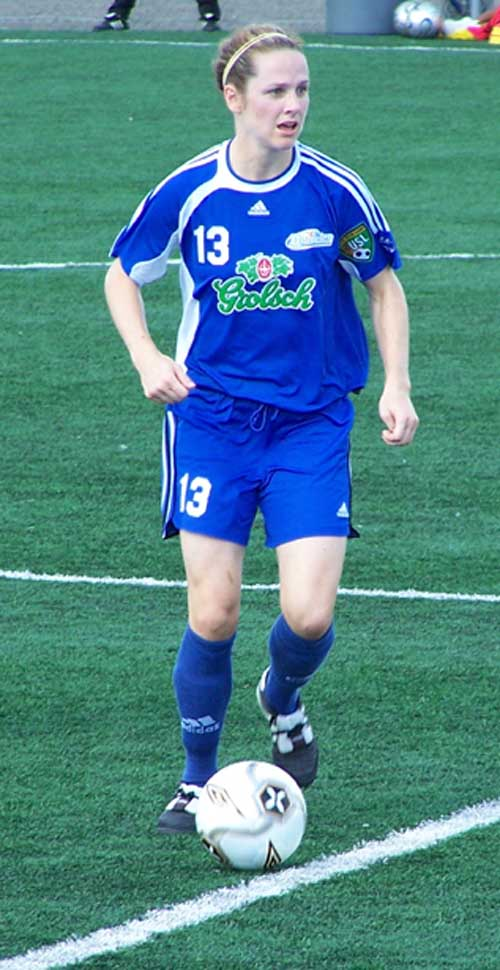
Amy Walsh, ancienne joueuse emblématique du club

## Parcours en W-League

### Saison 2006
Un peu plus d’une trentaine de joueuses sont présentes au premier camp d’évaluation des Comètes. Dans ce lot, quelques filles du défunt club  Montréal Xtreme (en), mais surtout des jeunes joueuses qui tentent de se faire remarquer. Les Comètes connaissent un bon départ: 4 victoires et 2 nuls. Puis les choses se compliquent à la mi-saison : 2 défaites coûteuses (1-2 et 0-3) contre le Fury d'Ottawa et un mauvais match piège (1-2) contre le Lady Voltage du Vermont (en) empêchent les Comètes de se qualifier pour les séries éliminatoires de fin de saison. Elles terminent troisième (21 points) au classement de leur division derrière le Fury d'Ottawa (31 points) et les Lady lynx de Toronto (25 points).

### Saison 2007
Malgré un bon début de saison (4 victoires dans les 5 premiers matchs) les blessures se multiplient chez les Comètes: Sandra Couture, Josée Bélanger et Anne-Marie Lapalme doivent s'absenter du jeu pour une longue période. Les Comètes s'inclinent à deux reprises devant le Fury d'Ottawa et glissent au troisième rang de leur division. Les défaites s'accumulent: 1-2 contre le  Lady Voltage du Vermont et 0-2 contre le Raven Women de Rochester. Une victoire et un match nul contre le Lady Lynx de Toronto permettent aux Comètes de terminer la saison au troisième rang de la division avec 22 points (7-1-4), derrière Toronto (23 points) et Ottawa (34 points) et ainsi participer pour la première fois de leur histoire aux séries de fin de saison. Car cette année, les équipes terminant dans les trois premières positions du classement de la division peuvent accéder aux séries de fin de saison. Les Comètes sont éliminées 1-3 par le Lady Lynx lors de la demi-finale de conférence.

### Saison 2008
Avec un départ presque parfait de sept victoires et une défaite, l’équipe semble avoir beaucoup de profondeur à l’attaque cette saison. Les Comètes se rapprochent du premier rang dans leur division. La suite s’annonce toutefois décevante car elles vivent deux défaites consécutives aux mains du Fury d’Ottawa et du Lady Lynx de Toronto.  Deux victoires durant le dernier week-end de la saison leur attribuent le troisième rang de la division Nordet une qualification pour les séries éliminatoires. Une victoire inattendue 2-0 lors du match barrage de première ronde à Toronto leur permet de participer à la demi-finale de conférence mais le FC Indiana est trop fort et élimine facilement les Comètes 1-5 pour accéder à la finale de la Conférence centrale de la W-League.

### Saison 2009
Les Comètes commencent leur saison avec un nouvel entraîneur (Lyonel Joseph) et affrontent en deux matchs aller-retour leurs nouvelles rivales québécoises, l’Amiral SC de Québec. Malheureusement, deux défaites pour les Comètes,. Après un début de saison difficile, les choses se replacent grâce à une victoire contre les Ravens women de Rochester et un beau match nul conte le Fury d'Ottawa. Puis les Comètes de Laval sont sur une lancée avec plusieurs victoires.Mais le départ des Cynthia Leblanc, Geneviève Richard, Rachel Lamarre, Danica Wu, Sansar Bahar et Nkem Ezurike pour le Camp de l'Équipe nationale canadienne des moins de 20 ans en vue du tournoi CONCACAF pour une qualification du Canada au Mondial féminin U-20 de 2010 donnent un coup fatal à la saison des Comètes. De plus les Comètes sont privées de Christina Julien, la meilleure butteuse de l’équipe, qui elle part pour le camp de l’équipe nationale du Canada. Le club ajoute alors en remplacement à son effectif de jeunes joueuses sans expérience. La fin de saison est difficile et les Comètes de Laval subissent leurs pires défaites de la saison face au Fury d’Ottawa et au Buffalo Flash. L'équipe termine 5e de sa divisionet ne se qualifie même pas pour les séries éliminatoires de la ligue.

### Saison 2010
Les Comètes commencent la saison en force avec deux victoires face à leur rivale québécoise l’Amiral SC de Québec. Les choses se compliquent par la suite avec une défaite et deux nuls : un maigre deux points sur une possibilité de neuf. L'équipe joue ses matchs de mi-saison sans la présence des Sarah Robbins, Julie Casselman, Vanessa Legault-Cordisco, Constance De Chantal-Dumont, Catherine Charron-Delage toutes au camp national des Canadiennes moins de 20 ans (U-20). Mais avec deux nuls 0-0 (le 11 juillet) et 1-1 (le 14 juillet) contre la puissante équipe d'Ottawa,  le classement devient très serré entre le Fury, le Lady Lynx, l'Amiral et les Comètes. Il faut attendre le dernier match du calendrier pour connaître le classement final et les qualifiées pour les séries de fin de saison. Ainsi une victoire de 3-1 contre les Raven Women de Rochester  combinée avec une défaite de l’Amiral de Québec face au Fury d’Ottawa donnent la chance aux Comètes de terminer troisième et de participer aux éliminatoires pour une troisième fois en cinq ans. Malheureusement, la saison des Comètes s'arrête au premier tour avec une défaite de 0-2 face au Lady Lynx de Toronto.

### Saison 2011
Les Comètes amorcent leur 6e saison de brillante façon en récoltant 13 points sur 18: À la mi-saison, elles sont au deuxième rang de la Division des Grands Lacs tout juste derrière le Fury d'Ottawa. Elles devancent l'Amiral SC de Québec et les Lady Lynx de Toronto au classement général. Mais les Comètes connaissent des ennuis dans la seconde moitié de leur saison (une fiche peu enviable d’une seule victoire, trois échecs et deux nulles),,. En fin de saison, les Comètes terminent de justesse au deuxième rang du classement général, et elles se qualifient pour les séries éliminatoires: Le 23 juillet, elles sont battues 1-3 par l’Amiral SC de Québec  en demi-finale de conférence . Dans l'autre demi-finale, le  grand Champion de la saison, le Fury d'Ottawa, élimine 4-0 les Lady Lynx de Toronto,. Les deux vainqueurs des demi-finales Ottawa et Québec s’affrontent en finale de conférence le 24 juillet. C'est le carnage: Ottawa vainc Québec 6-0 ,. Le Fury d'Ottawa se qualifie ainsi pour le carré d'as de la W-League avec les vainqueurs des autres conférences. La saison est terminée pour les Comètes et la direction du club en fait un bilan positif: «Avec onze filles de 2010 qui n’étaient plus là, le moins que l’on puisse dire, c’est que l’équipe était en reconstruction. Il y a eu de belles révélations, comme Virginie Rousseau, Claudiane Tremblay et Kylie Davis. Elles devraient devenir des piliers de l’équipe à long terme. Avec Pascale Pinard et Courtney Maitland-Wilkinson, nous avions une défense solide. Ce qui nous aurait fait du bien aurait été d’avoir plus de créativité dans l’axe du milieu de terrain et une attaquante puissante»,

### Intersaison 2011-2012
Pas moins de sept joueuses ayant portées l’uniforme des Comètes de Laval se retrouvent sur l'équipe nationale canadienne des moins de 20 ans pour les qualifications Concacaf de la Coupe du monde féminine des moins de 20 ans. 
Catherine Charron‐Delage
Constance de Chantal‐Dumont
Vanessa Legault‐Cordisco
Danica Wu
Nkem Ezurike
Kylie Davis
Amelia Pietrangelo
En mars 2012, l'équipe canadienne U-20 se rend en finale des qualifications Concacaf et gagne la médaille d'argent. Deux joueuses des Comètes de Laval se sont démarquées en marquant plusieurs buts chacune soit Catherine Charron‐Delage et Knem Ezurike.

### saison 2012
Les Comètes amorcent leur 7e saison avec deux nulles  sur la route puis triomphent à leur domicile contre les Gryphons de London et contre les Lady Lynx de Toronto. Et à  la mi saison, deux autres victoires à l'extérieur accordent le premier rang de la Division Centrale aux Comètes. Puis les choses se gâtent: Après avoir essuyé leur première défaite de la saison le 20 juin, 8 joueuses des comètes doivent quitter l'équipe pour participer au camp d’entraînement de l’équipe nationale féminine du Canada des moins de 20 ans,. Ceci en préparation pour la Coupe du monde féminine des moins de 20 ans au mois d'aout 2012 au Japon. Les absentes ne seront de retour qu'au tout début des séries éliminatoires dans la W-League.
La troupe doit alors resserrer les rangs et combler les vides. De nouvelles joueuses issus de la Ligue de soccer élite du Québec sont recrutées par le club. Les Comètes connaissent une séquence de trois défaites puis un verdict nul.  Ces mauvais résultats  font glisser l'équipe  à  la troisième position dans la Division centrale.  La saison régulière se termine sur une victoire difficile contre les Ravens Women de Rochester  pourtant classées au 6e rang de la Division Centrale.
Après avoir terminé la saison régulière en troisième place de la division Centrale, avec une fiche de six victoires, trois défaites et trois matchs nuls, les comètes se qualifient et peuvent participer aux séries éliminatoires. Dans un premier temps, elles affrontent le 21 juillet les Lady  Lynx de Toronto en demi-finale du championnat de conférence. Gagnantes 3-1 sur les Lady Lynx,  les Comètes disputent la finale de la Conférence Centrale  le lendemain, sur le même terrain, contre la vainqueure de l’autre demi-finale, l'Amiral SC de Québec. Dans cette finale toute québécoise, les  Comètes sont les premières à s'inscrire au pointage, à la 10e minute, alors que l'attaquante Eva Thouvenot-Hébert complète une passe de Valérie Sanderson, sur un corner. La réplique de l'Amiral de Québec vient 20 minutes plus tard lorsque la défenseure centrale Frédérique Paradis, redirige avec sa tête une frappe d Audrey Lagarde (également sur un corner). C'est toujours l'égalité de 1-1 après le temps réglementaire de 90 minutes. Il faut aller en prolongation pour dénouer l'impasse. Après 120 minutes de jeu, c'est encore l'égalité 1-1 entre les Comètes et l'Amiral de Québec. L’Amiral  triomphe finalement 5-4 aux tirs au but et élimine les Comètes d'une participation au Final Four  de la W-League,.

## Bilan général
| Année | Ligue        | Conférence             | Division                 | Saisons régulières | Séries éliminatoires                       |
| ----- | ------------ | ---------------------- | ------------------------ | ------------------ | ------------------------------------------ |
| 2006  | USL W-League | Conférence du nord-est | Division du Nord         | Termine 3e /sur 7  | Non qualifié                               |
| 2007  | USL W-League | Conférence du nord-est | Division du Nord         | Termine 3e /sur 6  | Perd en première ronde éliminatoire        |
| 2008  | USL W-League | Conférence centrale    | Division du Nord         | Termine 3e /sur 8  | Perd en demi-finale de Conférence centrale |
| 2009  | USL W-League | Conférence centrale    | Division des Grands Lacs | Termine 5e /sur 8  | Non qualifié                               |
| 2010  | USL W-League | Conférence centrale    | Division des Grands Lacs | Termine 3e /sur 6  | Perd en première ronde éliminatoire        |
| 2011  | USL W-League | Conférence centrale    | Division des Grands Lacs | Termine 2e /sur 7  | Perd en demi-finale de Conférence centrale |
| 2012  | USL W-League | Conférence centrale    | Division Centrale        | Termine 3e         | Perd en finale de conférence               |

## Effectif pour la saison 2012
Les Comètes de Laval ont un large éventail de talents, plusieurs joueuses sont issues de la Ligue de soccer élite du Québec, d'autres jouent actuellement dans la Ligue universitaire de soccer du Québec. Quelques-unes jouent pour l'équipe nationale canadienne des moins de 20 ans.

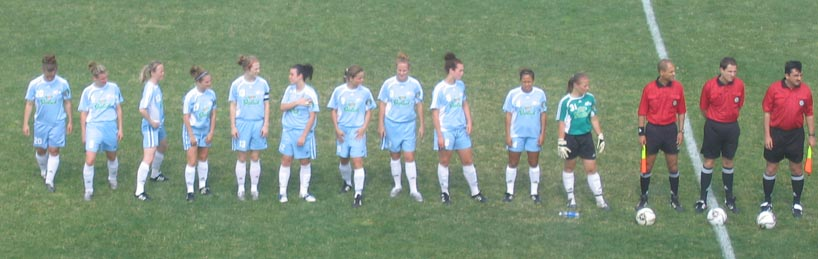
Les Comètes de Laval avant l'hymne national

| N° | Nat.              | Poste | Nom du joueur               |
| -- | ----------------- | ----- | --------------------------- |
| 0  | Drapeau du Canada | G     | Valérie Labée               |
| 1  | Drapeau d'Haïti   | G     | Ednie Limage                |
| 3  | Drapeau du Canada | D     | Cindy Walsh                 |
| 5  | Drapeau du Canada | M     | Marie-Eve Jacques           |
| 6  | Drapeau du Canada | M     | Sarah Robbins               |
| 7  | Drapeau du Canada | M     | Kylie Davis                 |
| 8  | Drapeau du Canada | M     | Constance De Chantal Dumont |
| 9  | Drapeau du Canada | D     | Pascale Pinard              |
| 10 | Drapeau du Canada | A     | Catherine Charron-Delage    |
| 11 | Drapeau du Canada | M     | Vanessa Legault-Cordisco    |
| 13 | Drapeau du Canada | M     | Danica Joelle Wu            |
| 14 | Drapeau du Canada | D     | Cristina Di Ielsi           |
| 15 | Drapeau du Canada | D     | Kathryn Acton               |
| 16 | Drapeau du Canada | A     | Chloe Malette               |
| 17 | Drapeau du Canada | M     | Marie-Eve Jacques           |
| 18 | Drapeau du Canada | M     | Charlene Achille            |
| 19 | Drapeau du Canada | A     | Caroline Beaulne            |
| 20 | Drapeau du Canada | M     | Véronique Laverdiere        |
| 21 | Drapeau du Canada | M     | Marta Bakowska-Mathews      |
| 22 | Drapeau du Canada | A     | Nkemjika Ezurike Nathalie   |
| 26 | Drapeau du Canada | G     | Rachelle Beanlands          |
| 27 | Drapeau du Canada | G     | Claudia Dubé-Trempe         |

## Distinction individuelle
La défenseure  Courtney Maitland est élue sur l'équipe d'étoiles 2011 All-Conference Teams de la W-League.
En 2012, Cindy Walsh,  Catherine Charron-Delage et  Nkemjika Ezurike Nathalie sont élues sur l'équipe d'étoiles de la W-League. De plus, Cindy Walsh est nommée Défenseure de l'année

## Équipe technique 2012
- Directeur général:  Philippe Ciarlo
- Entraineur-chef:  Lyonel Joseph
- Entraîneur-adjoint:  Chantal Daigle
- Entraîneur des gardiennes  Hamed Mahmoudi
- Médecin de l'équipe: Dr. Philippe Dahan
- Ostéopathe:   Michel Bassil

### Ancien entraineur-chef
- Mohamed Hilen (2006-2008)

### Ancien entraineur-adjoint
- Owen Braun (2006-2010)

## Anciennes joueuses notables
Malgré sa courte histoire, le club a compté quelques joueuses qui ont été des internationaux pour le Canada.
- Isabelle Morneau, 2006-2007
- Sandra Couture, 2007-2008[70]
- Amy Walsh, 2006-2009[71],[72]
- Anne-Marie Lapalme,  2006-2008 et 2010[73],[74],[75]

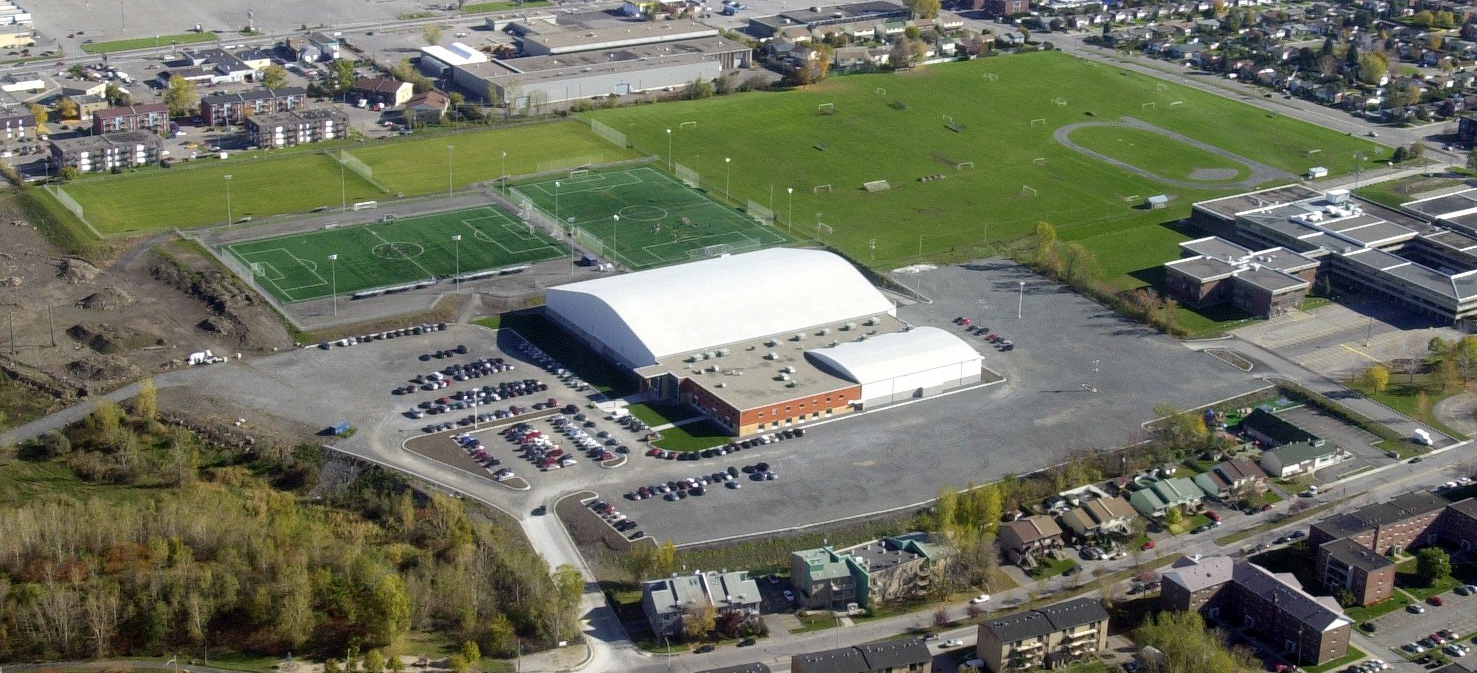
Vue aérienne du Centre et des terrains extérieurs

- Christina Julien, 2009
- Josée Bélanger , 2007

## Stade

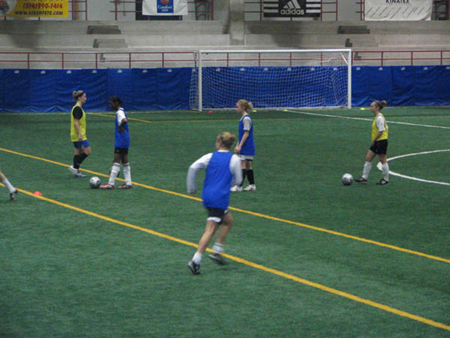
Entrainement pré-saison des Comètes sur le terrain intérieur du Centre

L'équipe joue ses matchs à domicile sur un des terrains synthétiques extérieurs du Centre sportif Bois-de-Boulogne. Faisant office de stade, il s'agit en fait de petits gradins d’aluminium d'une capacité totale de 800 places assises. Le terrain et les gradins sont situés aux abords du complexe sportif (comprenant un terrain de soccer intérieur, 2 gymnases intérieurs et 1 salle de conditionnement physique),. Lors des entrainements pré-saison, les pratiques des Comètes sont jouées à l'intérieur. Les joueurs et les joueuses du programme de formation Sport-Études de la Fédération de soccer du Québec s'entraînent également dans ce complexe sportif. Le prochain développement sera l’aménagement d’estrades extérieures pouvant accueillir entre 3000 et 5000 supporteurs mais aucun échéancier n’a été décidé.

## Affluence des supporteurs
Lors des matchs à domicile, les Comètes ont toujours été appuyés par des foules bruyantes de 500 supporteurs en moyenne par match. Après la saison décevante de 2009  (où le nombre de supporteurs était en croissance: entre 800 et 900 personnes par match), la participation aux matchs tombe à une moyenne de 266 personnes par match en 2010. 
La plus forte assistance à un match des Comètes est de 952 fans, le 4 juillet 2008 lors d'un match contre le Fury d'Ottawa. Il n'existe pas de groupe organisé de supporteurs ultras comme chez l'Impact de Montréal au Stade Saputo. Depuis 2008, le club a un fan club des Comètes qui compte à peu près une centaine de membres.

## Rivalités
Les Comètes de Laval ont une grande rivalité avec l'Amiral SC de Québec, l'autre équipe québécoise dans la  W-League,. La rivalité entre les régions de Montréal et de Québec est vieille de plusieurs siècles et plusieurs raisons historiques peuvent être évoquées. Mais le fait que plusieurs anciennes joueuses des Comètes jouent maintenant pour l'Amiral SC, peut accentuer cette rivalité lors des confrontations entre les deux équipes. Plusieurs tel que le magazine Québec Soccer parlent du « Derby québécois ». Dans les matchs opposant les deux équipes, il n'est pas rare pour les partisans des Comètes de faire le déplacement entre les 2 villes (3 heures de route) pour aller supporter leur club.